# نور الدين القرشي
نور الدين القرشي يعتبر الخليفة الأول للإمام المهدي والمسيح الموعود حسب اعتقاد الأحمدية (القاديانية).

## مولده ونشأته
ولد في قرية (بهيرا) في (البنجاب) عام 1841. وقد أوصله شغفه العلمي إلى مدن بعيدة مقدسة مثل مكة والمدينة حيث أقام فيهما أربع سنوات. كان كاتبا موهوبا وعالما ومفكرا فاضلا وقادته خبرته في علم الطب ليكون الطبيب الخاص لمهراجا كشمير لعدة سنوات.
عرف في (قاديان) بأنه شغوف الدين الإسلامي وكان يفكر دائما في تحسين وضع الفقراء، كان كريما رغم فقر حاله وأعجب كل من حوله بتواضعه ورقة فؤاده وصبره ونكرانه لذاته. كان له الشرف بأن يكون أول مبايع الإمام المهدي وذلك بعد أن وضع شروط البيعة في الثالث والعشرين من آذار لعام 1889م.
تميز إخلاصه للمسيح الموعود بالنبل والثبات فلم يكن يكتب شيئا دون أخذ موافقة من الإمام المهدي. ويذكر في هذا الصدد عدة حوادث منها أنه في عام 1893 م جاء مرة إلى مدينة (لاهور) في زيارة قصيرة وقرر أن يزور (قاديان) ولو ليوم واحد وبناءً على اقتراح الأمام المهدي أقام في قاديان بشكل دائم دون أن يفكر في العودة لمسقط رأسه (بهيرا) حيث كان يؤسس مركزا طبيا.
في عام 1905 ذهب حضرة الإمام المهدي لزيارة عمه المريض في مدينة (دلهي) ومن هناك أرسل إلى نور الدين للقدوم من (قاديان)، وما كان من هذا الأخير إلى أن توجه إلى محطة القطار دون أن يفكر في تأمين مال للسفر حيث كانت جيوبه فارغة وعندما ذكّره أحد أصدقائه بأنه لا يملك المال الكافي للسفر وأن عليه تدبيره أولا قال: «أعتبر تأخري ولو للحظة واحدة خطيئة سببها عدم تلبية نداء سيدي، ولَدَي يقين في خالقي بأنه سيخلق الأسباب التي تؤمن حاجاتي أثناء السفر». وهناك في محطة (بتالا) مر بجانب أحد مرضاه الميسورين فسأله عن حاله وبادر لدفع تذاكر السفر وقدم له ما يكفي من المال ليعينه أثناء السفر.

## انتخابه
انتخب نور الدين بالإجماع خليفة أول للإمام المهدي والمسيح الموعود غلام أحمد القادياني وذلك بعد وفاته في السابع والعشرين من شهر أيار (مايو) لعام 1908 م.

## انجازاته
قام الخليفة الأول بالعديد من الإنجازات الهامة في الجماعة الإسلامية الأحمدية نوجزها فيما يلي:
- وضع أسس نظام الخلافة ووقف صامداً في وجه ما رافق ذلك من مؤامرات حاكتها زلات الحاسدين والطامعين بالسلطة.
- تمت في عهده ترجمة معاني القرآن الكريم للغة الإنكليزية.
- قام بإرسال أول بعثة تبشيرية إسلامية إلى (انكلترا).
- تم في عهده توسيع المسجد الأقصى في قاديان والمدرسة العليا لتعليم الإسلام وفق المنظور الأحمدي ومساكن الجماعة الأحمدية.
- افتتح مشفى النور ومسجد النور في قاديان

أسِّسَت في عهده مطبوعات هامة تتحدث عن نشاط الجماعة الإسلامية الأحمدية منها جريدة «الفضل» وجريدة «النور» في (قاديان). ومجلة (الحق) من (دلهي) و «بيغام الصلح» من (لاهور).

## وفاته
توفي يوم الجمعة الثالث عشر من آذار (مارس) لعام 1914 م وقد انتشرت أنباء وفاته في جميع أرجاء الهند ونعته صحف كثيرة ومدحت شخصه الفريد منها صحيفة (الزمندار) و (بايسا) من لاهور وصحيفتي (الطبيب) و (هامدارد) من دلهي وصحيفة (الهلال) من كالكوتا وغيرهم،
وقد رثاه أيضا الدكتور محمد إقبال الذي كان شديد التأثر بسعة إطلاعه وتخصصه الديني.
أخيرا نذكر أن إعجاب المسيح الموعود بعلم وقدرات الخليفة نور الدين كان عاليا وقد ذكره في بيتين من الشعر باللغة الفارسية حيث قال ما معناه:
«كم كان جميلا أن يكون كل أتباعي مثل (نور الدين)، ولكن يمكن أن يتحقق ذلك إذا امتلأ قلب كل تابع بنور الحق والإيمان».
كما ذكره في كتابه (فتح إسلام) بالكلمات التالية: «يجب أن بلهفة أخ في الإيمان جديراً بذكر صفاته الرائعة إنه (نور الدين). إني أحسده على تضحياته واندفاعه في سبيل الإسلام وعندما أرى تلك الحماسة أشعر بالخشية أمام عظمة الإله الذي يرفع مقام عباده المتواضعين الذين يختارهم».

## وصلات خارجية
- الموقع العربي